# 王聰 (天順進士)
王聰（1427年—？），字師德，北直隸順天府通州漷縣人，明朝政治人物。

## 生平
順天鄉試第二百二十八名舉人，天順四年（1460年）中式庚辰科會試第八十六名，三甲第五十八名進士。

## 家族
曾祖王貴；祖父王雲；父王俊。